# 仕事中毒
仕事中毒（しごとちゅうどく、ワーカホリック、英：workaholic）とは、生活の糧を得る手段であるはずの職業に、私生活の多くを犠牲にして打ち込んでいる状態を指す言葉である。ワーカホリックは「私は働かなければならない」（I have to work）と認知しており、一方でワーク・エンゲージメントは仕事への態度が肯定的である、すなわち「私は働きたい」（I want to work）であるという点において区別される。
これはときおり、仕事に打ち込むあまり、家庭や自身の健康などを犠牲とするような状態を指す。その結果として、過労死や熟年離婚といった事態を招くこともある。

## 地域的な捉え方の違い
仕事と人との関係は、地域によってやや異なるため、仕事に「中毒（依存）」しやすいかどうかの事情も、やや異なる傾向が見られる。

### 欧米
欧米では、古くから「人はまず家庭にあり、その対価を得るために仕事がある」という個人主義の価値観、および仕事は原罪に対する償いであるという宗教的な背景もあって、日本人のような仕事に埋没する姿勢を「ワーカホリック（仕事依存、"work"(仕事)と"-aholic"(-中毒)との合成語）」と表現して忌避した。また、日本に比べ失業率の高かった欧米では、仕事中毒者が失業者の仕事を奪ってしまうということからも、過度の過密長時間労働は社会的に問題があるとみなされた。
この風潮は1980〜1990年代に至るまで続いたが、近年ではやや一部職種に限り異なる傾向が見られる。また、ヨーロッパとイギリス・アメリカ合衆国では労働環境が大きく異なっており、アメリカ合衆国やイギリスにおいては一部職種に限り、日本人と同じかそれ以上の分量の労働を行う場合もある。
また、会社のオーナーやエグゼクティブ(役員以上)の中には、生活を顧みないかのような過密スケジュールで労働している者もいる。

#### アメリカ
米国は訴訟社会とも言われる程、刑事・民事の訴訟が多い国であるが、この裁判の場において、弁護士の良し悪しが裁判の行く末を左右し、原告・被告双方に雇われた弁護士が熱弁を振るうことも多い。このため弁護士らは持てる全てを出して裁判に臨むが、この場においては当人のパーソナリティ（個性）ですら強力な武器となるケースも見られ、こういった個人資質にも関連する技能職的な分野でのワーカホリックに関しては、しばしば社会問題としても取り上げられる。
同種の傾向は、メディア関係者や研究職、近年では情報処理技術に関連する技術者にもみられ、過剰な労働による健康被害に警鐘が鳴らされると共に、サプリメント等に代表される健康ブームの市場も盛況である。
ただ、米国の場合、一律に労働時間の上限を設けることが憲法に抵触すると考えられており、勤労を権利と考える文化もあり、実際、労働時間は国際的にみて長い部類に入る。

#### ヨーロッパ
ヨーロッパ（イギリスをのぞくEU諸国）においては労働者の権利保護の考えが根強く、「ワーカホリック」は侮蔑的表現として用いられることが多い。
ただし、こうした労働者保護の姿勢が、企業にとって容易に労働者を解雇できない状況を作り出し、ドイツやフランスでは労働市場の硬直化と若年失業者の増加、経済的効率性の低下などを招いていることもまた事実である。また店舗の営業時間を法で規制していることが多い上に、一般労働者は労働時間外に働くことを極端に嫌うため、同地域ではコンビニエンスストアなどの業態が発展しにくいといった傾向が見られる。一般の商店（サービス業）でも、祝祭日には早々と店を閉める・そもそも祝祭日には店を開かない、もしくは法によって開けないという傾向も見られる。
特にイギリスやフランスなどでは、正規労働者と非正規労働者の間の労働環境の格差が大きく、移民問題や人種差別とあいまって深刻な社会問題となっている（→外国人労働者）。
北欧諸国では政府の労働市場への関与が強く、「同一労働同一賃金」原則の徹底により、労働市場の流動化と労働者保護の両立を図っており、国際競争力の維持強化にも寄与しているとされる（→福祉国家論）。

### 日本
日本ではかつて、特に男性においては「滅私奉公」等の言葉に代表されるように、己の身を顧みず仕事に尽力することこそが良いとする規範が存在し、己よりも職を優先することが、社会的に求められた。この中では、有給休暇を取ることすら罪悪のようにみなされた。
高度経済成長期からの日本では、第二次世界大戦に敗れた後の戦後の貧しい時代の経験から、国の復興と経済発展に邁進することこそが社会から個人に求められ、先の滅私奉公の精神とあいまって、仕事に励む人が多く見られた。この当時、まだ日本では女性の社会進出が進んでいなかったこともあり、女性会社員が家庭を顧みずに働くことはまれで、家庭で男性を支えることが求められた。男性会社員が家庭を顧みずに仕事を優先させることは当たり前であるとする風潮も見られ、地域社会の希薄化もあって、育児はもっぱら母親の責任とされた。特にエリート職であるビジネスマンを始めとして、サラリーマンでも家庭を顧みない人は多く見られ、職場を「戦地」に例え、そこに赴く「企業戦士」という言葉も生まれた。
しかし、日本でも、高度経済成長期から一時の不況を経てバブル期に差し掛かると、職業に没頭した挙句に健康を害したり、または過労により死亡する人が目立つようになり、社会問題として仕事に没入することの危険性が指摘され始めた。また労働災害や職業病に見られる安全や健康を損なってまで就労することの是非も問われた。なおこの時期には女性の社会進出も進み、過労で体調を崩すキャリアウーマンも少なからず発生した。
また、その高度経済成長期に家庭を顧みず会社のために毎日遅くまで仕事に没頭し、休日ですら会社幹部や取引先との「接待ゴルフ」で家族サービスすらもしなかった男性サラリーマンが定年退職する際に、家庭で家政婦同然に扱われた妻から突然離婚を切り出される「熟年離婚」の問題（実際には年金分割制度の実施も影響している）も浮上している。
この方向性は、米国などから「エコノミックアニマル」（1969年には流行語にもなった）とまで批判（あるいは驚嘆）され、1990年代には経済成長の鈍化を受けての労働時間短縮もおこった（→サラリーマンの項を参照）。その後、少数精鋭採用と人員削減により、賃金上昇を伴わない長時間労働が広がる傾向にある（→名ばかり管理職などを参照）。
日本の労働時間には統計に現れない無償労働（→サービス残業）が多く含まれている。日本における長時間労働とサービス残業の蔓延は、少子化の原因としてよく論じられる点のひとつである（ただし、それが少子化の原因であるとの明確な論拠はない。近年は平均労働時間は下がってきているが、少子化は改善していない。これは出生率自体は改善傾向にあるものの、子育て世代の人口自体の減少により出生数が減っていることが最大の原因である）。特に日本では、男性では20代後半から30代半ば、女性では40代半ばから50代前半に多く見られる傾向にある。
仕事中毒だけに限らず、過労によるうつや精神疾患、自殺など、私生活の多くを犠牲にする仕事・労働は悲劇に繋がりやすい。こうしたことから、2007年末頃より日本政府などがワーク・ライフ・バランス（仕事と生活の調和）の取り組みを始めた。大企業を中心に、育児休業制度など仕事と育児を両立しやすくする制度を設けたり、有給休暇の取得励行、定時退社励行などの取り組みがなされている。
職場において人が機械同然の扱いをされることを「人間疎外」とも言う。